# Сергово (Можайский район)
Се́ргово — деревня в сельском поселении Клементьевское Можайского района Московской области. До реформы 2006 года относилась к Павлищевскому сельскому округу. Население — 25 чел. (2010).

## Население
| 2002 | 2006 | 2010 |
| ---- | ---- | ---- |
| 28   | ↘27  | ↘25  |

## Расположение
Сергово находится у автомобильной дороги Можайск — Руза (с левой стороны от шоссе при движении от Можайска к Рузе), в непосредственной близости от левого берега Исконы. Ближайшие населённые пункты — деревни Шеломово (как и Сергово — между шоссе и Исконой, ближе к Рузе), Шишиморово (по ту сторону шоссе, ближе к Рузе), Холдеево (по ту сторону шоссе и реки, ближе к Можайску) и Долгинино (по ту сторону реки).

## Внутренняя структура
В деревне имеется три улицы: Деревенская — старая улица, а также Сосновая и Луговая, которые образованы дачными домами и коттеджами, построенными с середины 1990-х годов. На Деревенскую и Сосновую улицы имеются отдельные заезды с шоссе, на Луговую улицу на автомобиле можно попасть лишь с Сосновой.

## Культура и инфраструктура
- При въезде с шоссе на Деревенскую улицу с правой стороны находится памятник бойцам, погибшим во время Великой Отечественной войны.
- При въезде с шоссе на Сосновую улицу с правой стороны расположен продуктовый магазин, работающий круглогодично.

## Исторические сведения
На карте Московской губернии Шуберта 1860 года обозначена как Сергеева.
До 1929 года деревня входила в состав Кукаринской волости Можайского уезда Московской губернии.
По сведениям 1859 года — казённая деревня по левую сторону Рузского тракта из г. Можайска, при реке Исконе, в 9 верстах от уездного города, с 21 двором и 151 жителем (67 мужчин, 84 женщины). По материалам Всесоюзной переписи населения 1926 года входила в состав Долгининского сельсовета, в ней проживало 203 человека (92 мужчины, 111 женщин), насчитывалось 38 крестьянских хозяйств.